# Hegyeslevelű tölgy
A hegyeslevelű tölgy (Quercus acutissima) a bükkfavirágúak (Fagales) közé tartozó tölgy nemzetség egyik faja.

## Előfordulása
Himalájától Japánig megtalálható különböző erdőkben.

## Leírása
Terebélyes, 15 méter magas, lombhullató fa. Kérge szürkésbarna, mélyen barázdált.
Levelei keskenyek, 20 cm hosszúak, 6 cm szélesek, számtalan hegyes fogba futó oldalérrel. Felszínük fényes sötétzöld, fonákjuk világosabb. Virágai tavasz végén nyílnak. A porzós barkák sárgászöldek, lecsüngőek, a termősek jelentéktelenek.
Termése kerek, 2,5 cm-es, kétharmad részéig kupacsba zárt makk, rajta sűrűn álló szálas kupacspikkelyek.

## Képek

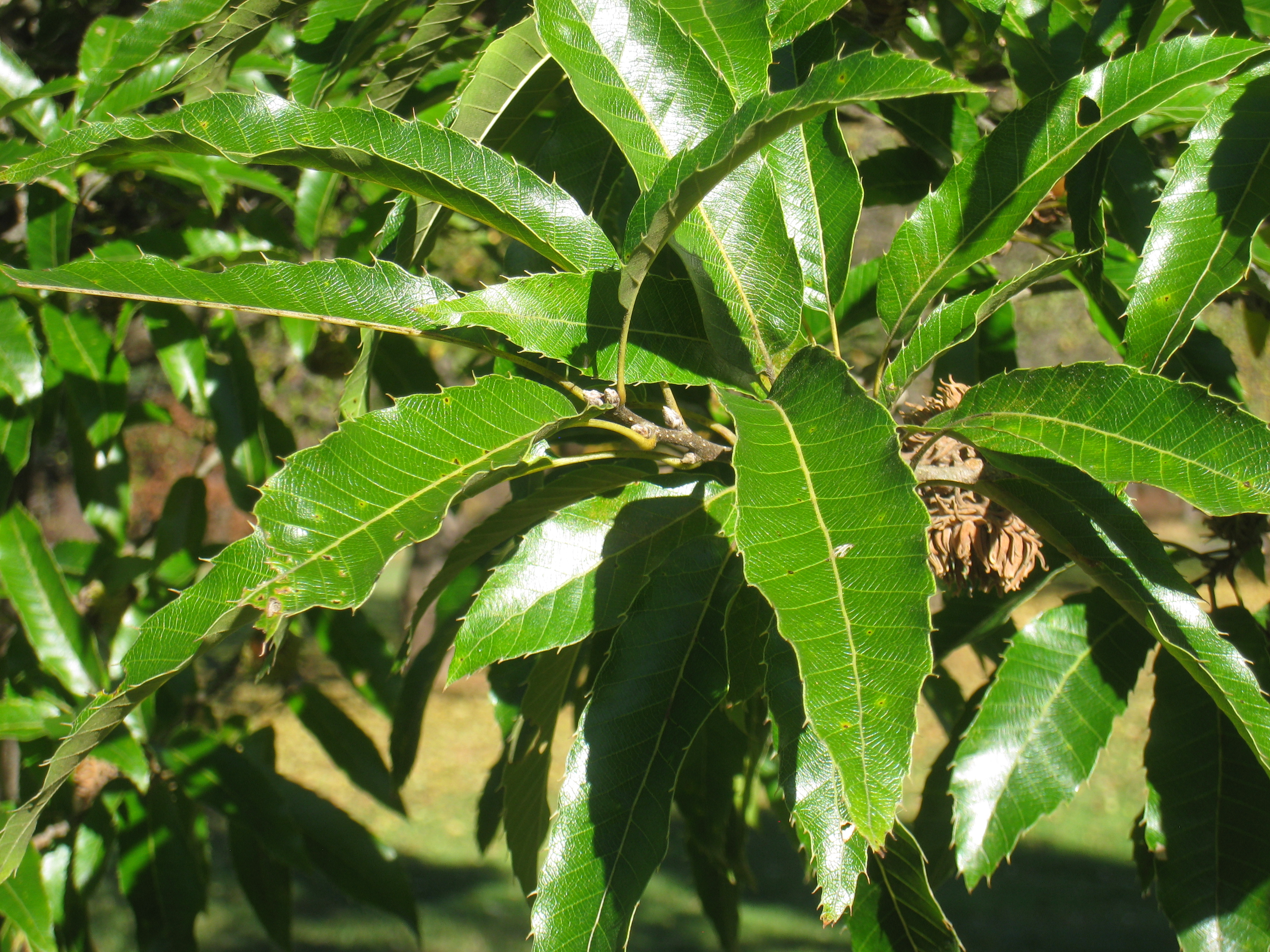
levelei
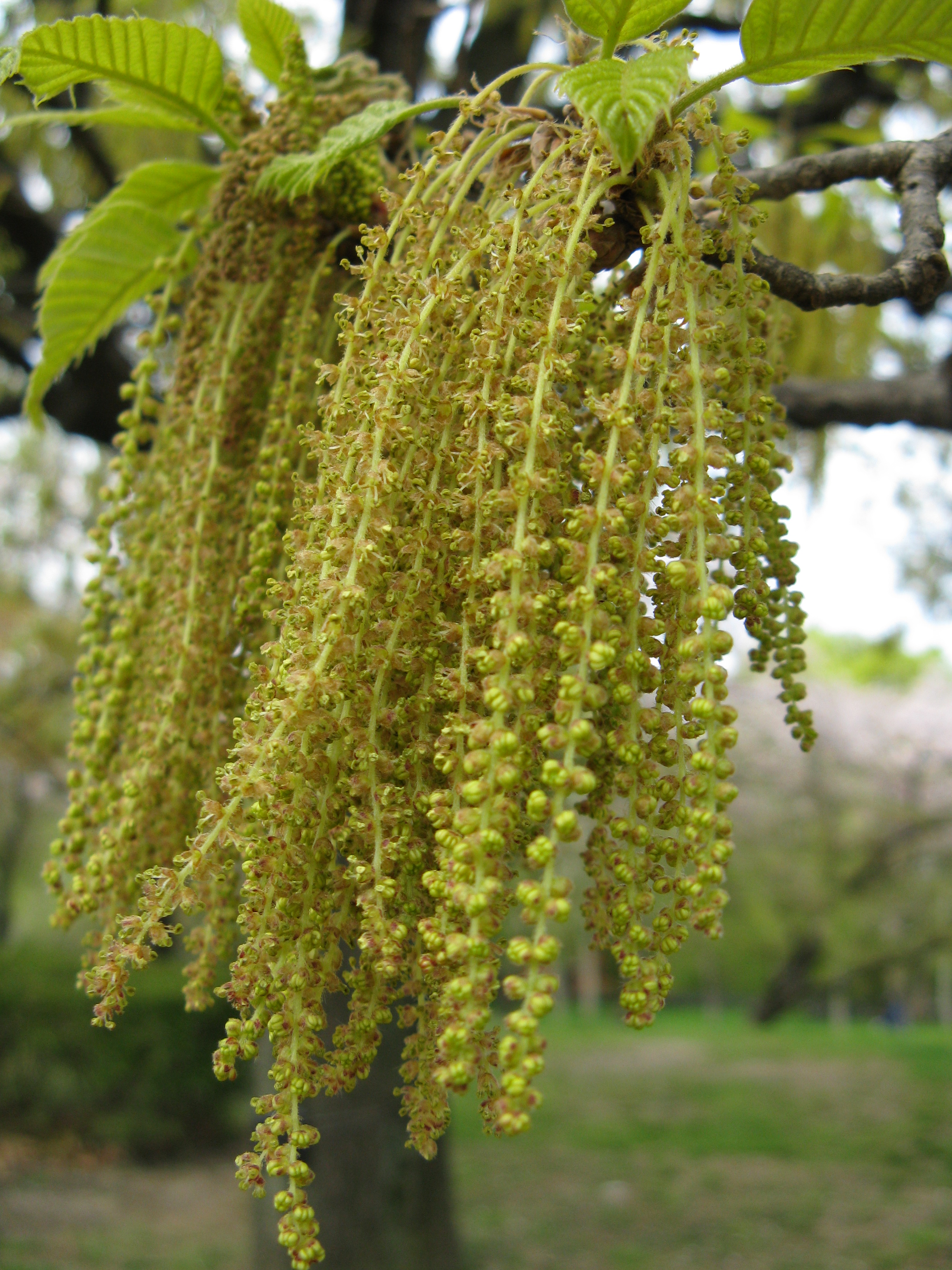
Porzós barkák
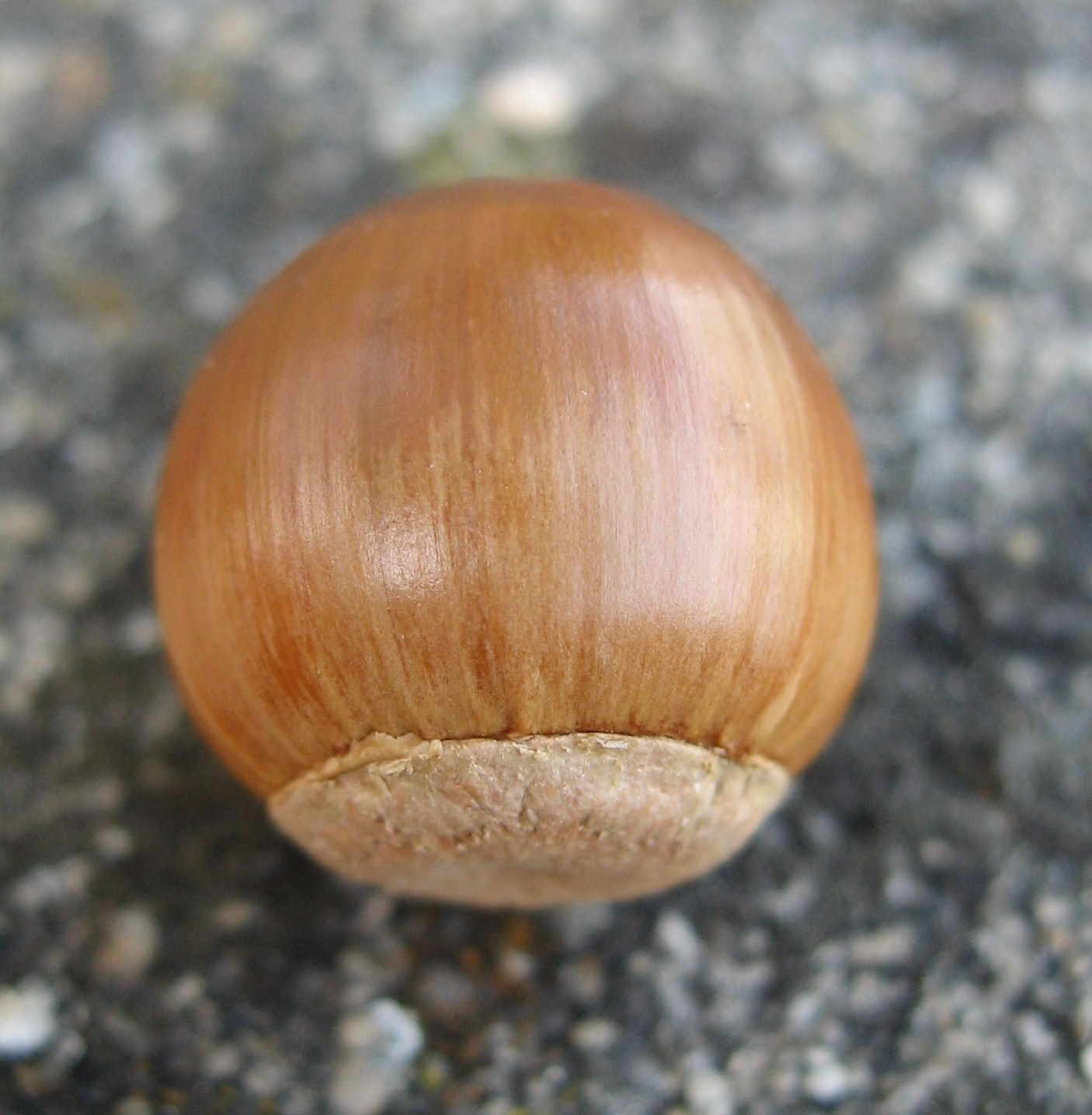
Makk-termése
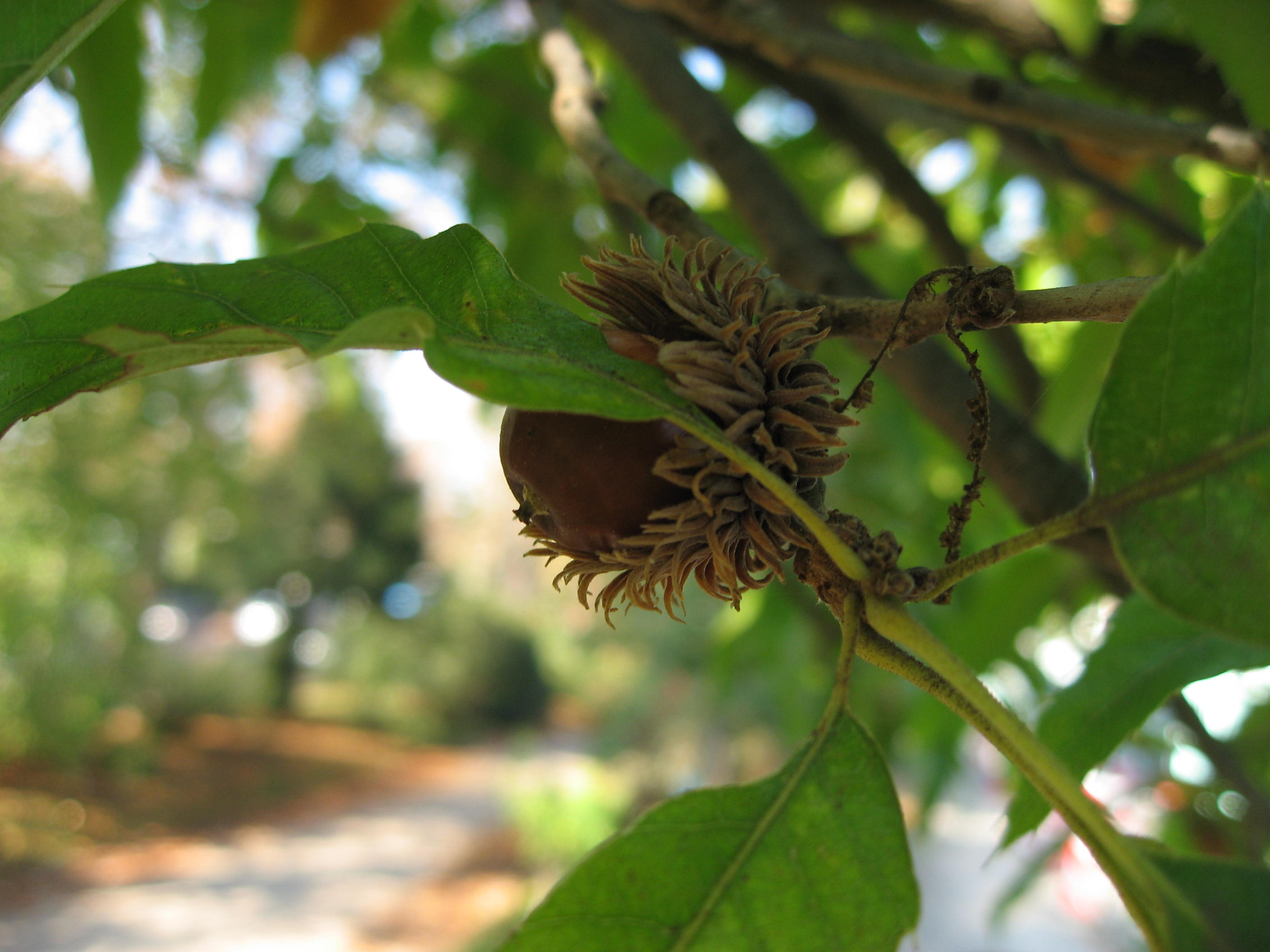
Termés és levél